# Brachyelytrum aristosum
Brachyelytrum aristosum är en gräsart som först beskrevs av André Michaux, och fick sitt nu gällande namn av Trel., Branner och Frederick Vernon Coville. Brachyelytrum aristosum ingår i släktet Brachyelytrum och familjen gräs. Inga underarter finns listade i Catalogue of Life.